# Palmarerythem

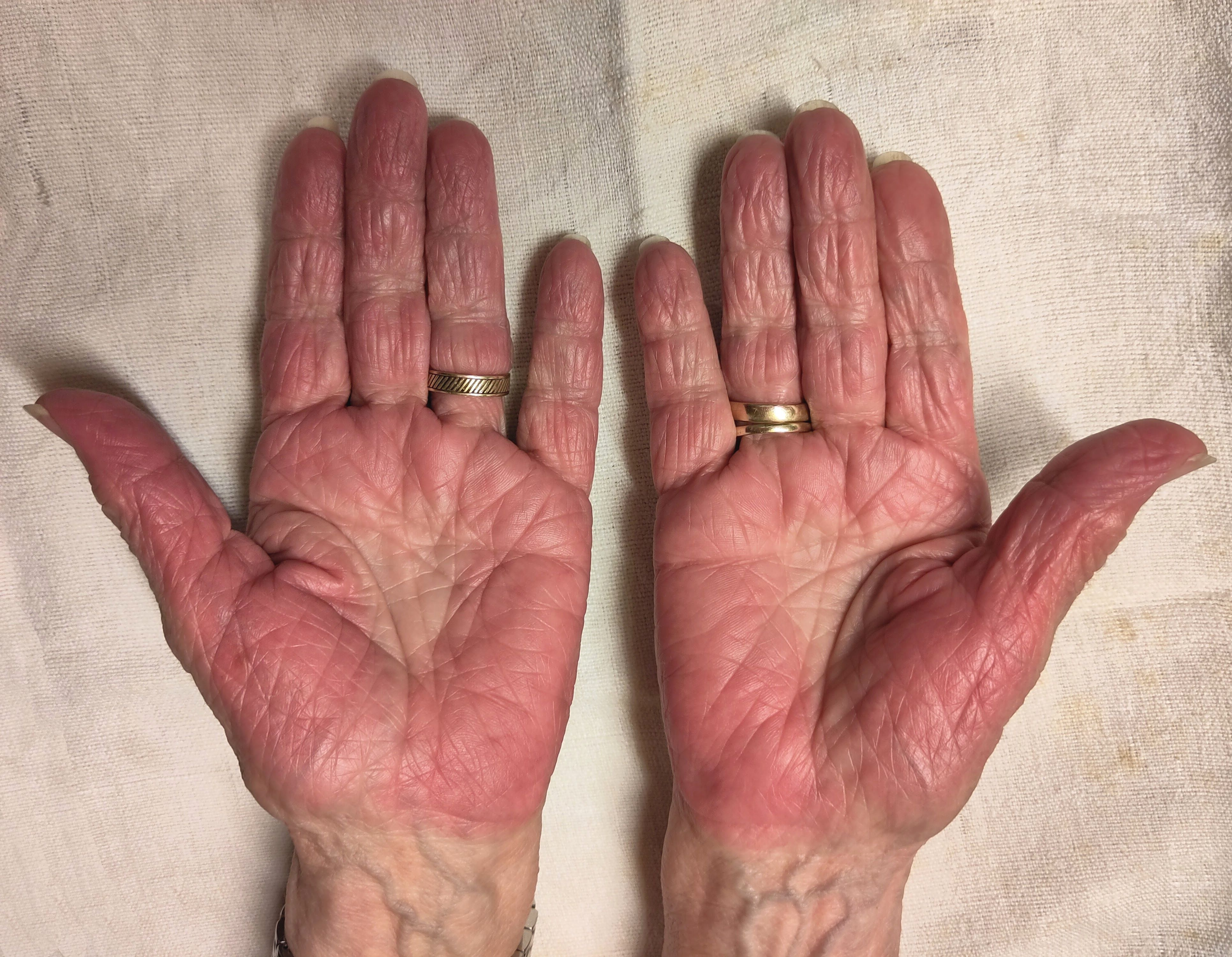

Palmarerythem ist die Bezeichnung für eine Rötung der Handinnenfläche. Man findet dieses Symptom z. B. bei chronischer Hepatitis und Leberzirrhose (Leberhautzeichen), bei Kollagenosen oder rheumatoider Arthritis.
Darüber hinaus können auch Medikamente (z. B. längere Einnahmen von Glukokortikoiden), Nikotinkonsum oder ein erhöhter Stoffwechsel (z. B. in der Schwangerschaft, bei Sepsis oder Hyperthyreose) zu dieser Hautveränderung führen.
Selten treten Palmarerytheme als angeborene Erkrankung auf, dann als Palmar-Syndrom bezeichnet.